# 新春・朗読への招待
『新春・朗読への招待』（しんしゅん・ろうどくへのしょうたい）は、NHKのラジオの正月番組である。

## 概要
著名作家の短編小説を、あるテーマに沿ってNHKの各放送局のアナウンサー（放送研修センター・日本語センターとラジオセンターの所属アナウンサーも含む）が朗読し、スタジオゲストと司会のアナウンサーがその作品についての解説・感想を述べ合うというものである。
毎年正月3が日にラジオ第2放送の1時間番組として放送し、その後『ラジオ深夜便』（ラジオ第1放送、FM）で1テーマを前・後編の2回（30分ずつ）に分け再構成して放送する。2005年までは原則として1月4日から9日の深夜（時間上は5 - 10日）の午前1時台に放送していたが、2006年以後は1月中旬の午前1・2時台にまとめて放送している。